# Monti Zagros
I Monti Zagros sono la catena montuosa più estesa in Iraq e Iran. Essi hanno una lunghezza totale di 1500 km dell'Iran occidentale, specificamente dalla regione del Kurdistan ai confini dell'Iraq, fino al Golfo Persico. La catena finisce sullo Stretto di Hormuz. Il punto più alto dei Monti Zagros è il monte Dena con 4.409 metri. Altra montagna importante è lo Zard Kuh. Formate dalla collisione della placca euroasiatica con la Placca arabica, la catena si estende per centinaia di chilometri. I curdi ritengono di essere nati su queste montagne. Nell'antichità esisteva un passo chiamato porta persiana.

## I Monti Zagros nella storia
Segni di una agricoltura primitiva vengono datati all'8570 a.C. alle falde dei monti Zagros, in città più tardi denominate Anshan e Susa. Jarmo è uno dei siti archeologici dell'area. Un altro è Shanidar, dove sono stati trovati resti scheletrici dell'uomo di Neanderthal.